# Soproni Petőfi Színház
A Soproni Petőfi Színház Sopron belvárosában található, a Petőfi téren. Az eredetileg 1840-ben emelt épület jelenlegi formáját Medgyaszay István 1909-es átépítésének köszönheti. Az intézmény igazgató-főrendezője 2012 augusztusától 2022-ig Pataki András volt. 2022-től Dr. Ragány Misa vezette a színházat.2024. február 1. napjától Kóczán Péter a cég ügyvezető igazgatója, a színházigazgató Kiss József.

## Építése

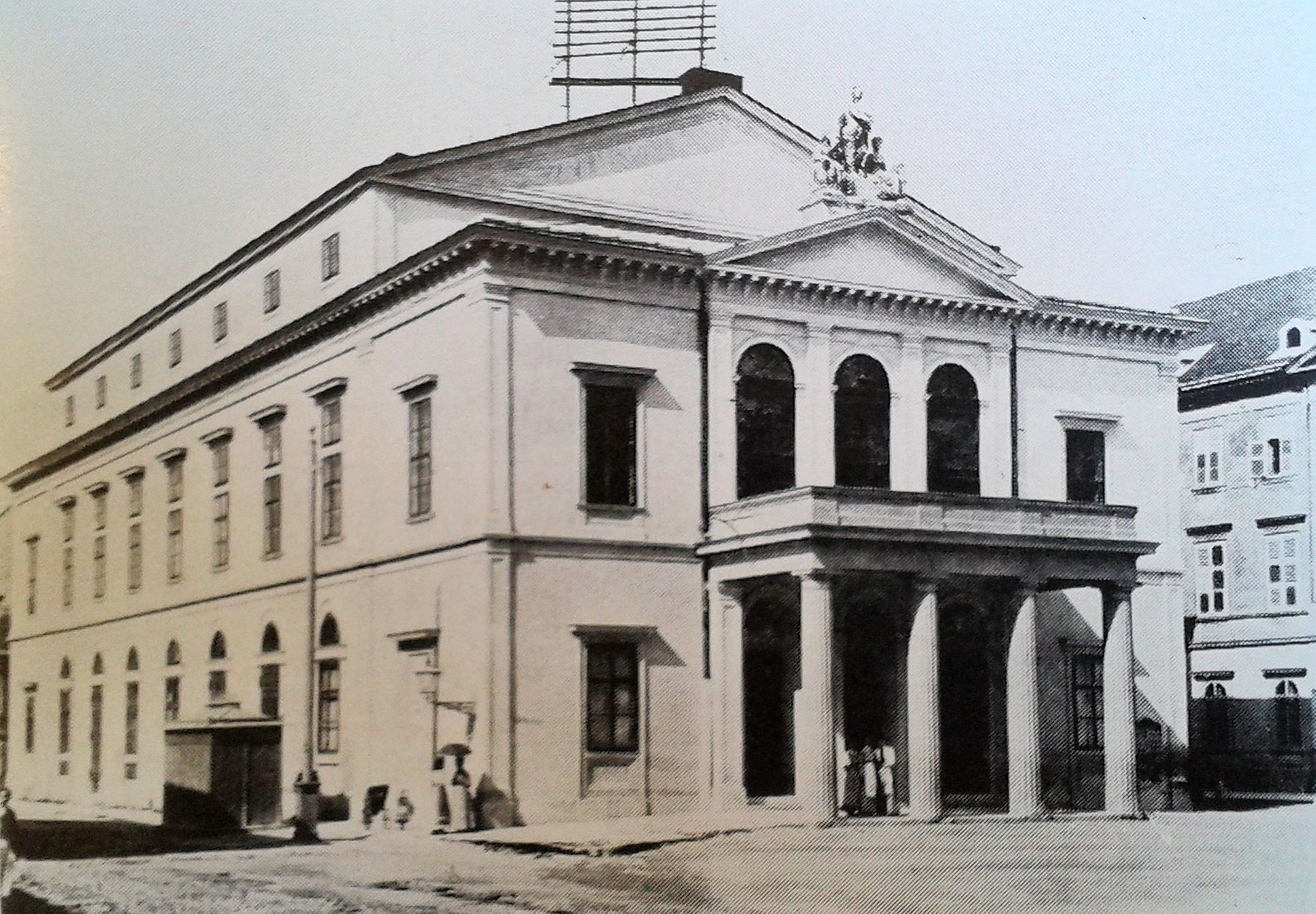
A színház az 1909-es átépítés előtt

Az ország első kőszínháza Sopronban nyílt 1769-ben, a jelenlegitől nem messze, egy szárazmalom átépítésével. 1840-ben a bécsi Franz Lössl tervei szerint új, erre a funkcióra tervezett épületet emeltek a jelenlegi helyen. A viszonylag kis méretű, téglalap alaprajzú épület öttengelyes homlokzatát négy oszlop tartotta erkéllyel díszítette a tervező.
A 20. század elején már komoly problémát jelentett az épület tűzveszélyessége, illetve a fűtetlen előcsarnok és a ruhatár. Ezért Sopron városa 1908-ban felkérte a Fellner és Helmer építészirodát egy új épület tervezésére, ám mivel a bécsi műhely csak 1910-re vállalta volna a befejezést, inkább új tervezőt kerestek. A város 1909. március 31-én 200 000 koronát szavazott meg az átépítésre. Medgyaszay Istvánt a nemrég befejezett és pozitív fogadtatásra talált veszprémi színház miatt keresték meg. Az építész 1909 áprilisában járt először a városban, felmérve az épület állapotát és a lehetőségeket; akkor úgy becsülte, az év karácsonyára már elkészülhet az átépítés. Ajánlatát április 14-én nyújtotta be, és májusra már a kivitelezési tervek is elkészültek. A bontás júniusban kezdődött; csak a színház főfalai maradtak meg, minden egyéb épületelem: a tető, a lépcsők, a páholyok és az erkélyek újonnan, vasbetonból készültek. Az épület az ígért hat hónap alatt elkészült, karácsonykor meg is nyitották.
Medgyaszay megtartotta a régi befoglaló tömeget és az alaprajzot is, a tömb egyedül a főhomlokzat elé épített új előterek és lépcsőházak révén bővült, hosszanti irányban 4-5 méterrel. A főhomlokzat mintegy a régi homlokzat ellenképe; a klasszicista timpanon helyett Medgyaszay sgraffitóval és széles párkánnyal zárta le, de átvette és újra felépítette a négyoszlopos erkélyt. A cél itt is a Veszprémben is alkalmazott újszerű technológia, a vasbeton lehetőségeinek megmutatása: a homlokzaton elhelyezett négy oszlop tetején kiszélesedő fejezet helyett keskeny vasbeton elem tartja az erkélylemezt, amelynek korlátja az építészre jellemző, vasbetonból formált népművészeti motívumokat mutat. A főhomlokzat sgraffitóját először a soproni művész, idősebb Storno Ferenc tervezte meg, ám ez nem nyerte el Medgyaszay tetszését, így végül maga készítette el a vázlatokat, amelyek alapján Beszédes Ottó és Zsille Kálmán végezték a kivitelezést.
Az oldalhomlokzatokon és a hátsó homlokzaton az ablakok a Medgyaszayra jellemző filigrán vasbeton osztást viselik. Az oldalhomlokzatokra az építész erkélyeket tervezett; ezek egyrészt ideiglenes menekülőútvonalként szolgáltak, másrészt változatosságot vittek az elnyújtott falszakaszokba.
A 17,5 × 17,5 méteres nézőteret háromemeletes páholysor, első emeleti erkély és karzat tagolja, eredetileg 900 férőhellyel. A tetőt nyolc centiméter vastag vasbeton födém képezi, amely alá ötcentis rabic dongamennyezetet húztak. A páholyokat a szokásos rabicfalak helyett plüssfüggönyök választották el, színüket a belső tér átgondolt koncepciója határozta meg, amely a szokásos fehér-arany-bordó helyett a homokszín és a rozsdabarna felfelé világosodó kombinációjára épült. A mennyezetről a Veszprémben is alkalmazott üvegcsillárok tökéletesített változatai lógtak, a Medgyaszay által 1909-ben szabadalmaztatott foglalat nélküli izzókkal. A belsőt Zsolnay-kerámiával díszítették. Ugyancsak a tervező szabadalmát képezték a kijárati ajtózárak, amelyek csukott állapotban biztonságosak voltak betörés és léghuzat ellen, veszély esetén azonban a középen elhelyezett gomb megnyomásával azonnal feltárultak. Az építést jobbára soproni iparosok végezték, a teljes költség 250 000 koronára rúgott.

## Rekonstrukciók
A rossz állapotba került színházépületet 1969-1975 között Kotsis Iván (KÖZTI) vezetésével felújították és átépítették. Bár Kotsis saját leírása szerint tiszteletben tartották az eredeti koncepciókat, és funkcionálisan valóban pozitív változások történtek, a Medgyaszay-féle eredeti homlokzat és belső tér komoly károkat szenvedett. A homlokzaton átrendezték az ablakbeosztást mind az oldalsó rizalitokon, mind az erkély felett, részben eltüntetve az eredeti vasbeton kiosztást. A már korábban súlyosan károsodott sgraffito maradványait eltüntették, helyére a „Petőfi Színház” felirat került. Kotsis bővítette a párkány vonalát is, megváltoztatva a homlokzat arányait. Az oldalhomlokzat erkélyeit elbontották. A belsőből eltűntek az eredeti berendezés darabjai; az új belsőépítészeti terveket Bánk András készítette.
1992-ben újabb rekonstrukcióra került sor, ekkor a feladattal megbízott Kőnig Tamás és Wagner Péter a Medgyaszay-féle állapot minél teljesebb rekonstrukcióját tűzték ki célul, bár a színház ekkor nem volt műemlék. A tervezés 1992. május-júniusban, a kivitelezés tízmillió forintos költséggel június-december között zajlott – nagyjából annyi idő alatt, mint az építés. A főhomlokzatot részben rekonstruálták. Az eredeti mintájára Rády Andrea és Nagy Attila újra elkészítették a sgraffitót, és a középrizalit ablakai is visszakapták a vasbeton osztásokat. A két szélső rizalitban azonban a Kotsis-féle ablakosztás maradt meg. A belsőben is igyekeztek visszaállítani az eredeti állapotot, a színházterem eredeti színeit; a csillárokat ugyancsak Medgyaszay tervei alapján gyártotta újra Gaál Endre iparművész. Kipótolták a kerámiadíszítés elpusztult darabjait is.
A rendszerváltoztatás után Sopron Megyei Jogú Város Közgyűlése 1991-ben határozott arról, hogy a településen megalapítja a Soproni Petőfi Színházat, amelynek Mikó István lett a vezetője. Rögtön 1992 nyarán a Medgyaszay István által tervezett színház dokumentációi alapján megkezdődött a teátrum felújítás a szecesszió szín- és formajegyeit előtérbe helyezve. A színházépület megnyitójaként, első évadának ünnepélyes premierjeként 1992. december 3-án, Dürrenmatt Meteor című komédiáját mutatták be. Mikó István 2002-es lemondása után Valló Péter (2002-2003), Szilágyi Tibor (2003-2007) és Darvasi Ilona (2007-2012) vezette a teátrumot.
Az önkormányzat 2012 májusában Pataki Andrást nevezte ki a színház igazgatójának azzal a céllal és elvárással, hogy Sopronban élő és alkotó társulattal folytassák a munkát. Ekkor jött létre a teátrum tánctagozata, a Sopron Balett is, Demcsák Ottó vezetésével.
Pataki András igazgatása alatt a színház társulata rangos szakmai meghívásokat kapott az előadásaival. Többször részt vettek a Magyar Színházak Kisvárdai Fesztiválján, eljutottak az Arany Oroszlán Nemzetközi Színházi Fesztiválra, a Közép-Európai Színházi Fesztiválra, valamint a Vidéki Színházak Fesztiválját és a Határon Túli Magyar Színházak Szemléjét összefogó Thália Fesztiválra.
2025-ben bejelentették, hogy a Sopron Balett megszűnik.

## A színház igazgatói
- Mikó István (1991-2002)
- Valló Péter (2002-2003)
- Szilágyi Tibor (2003-2007)
- Darvasi Ilona (2007-2012)[9]
- Pataki András (2012-2022)[10]
- Ragány Misa (2022)[11]
- Kóczán Péter és Kuslics Balázs (2022–2023)[12]
- Kiss József (2023–)[13]

## Társulat (2025/2026)

### Művészeti vezetés[14]
- Kiss József igazgató, Jászai Mari-díjas
- Eperjes Károly művészeti tanácsadó, Kossuth és Jászai Mari-díjas[15]
- Demcsák Ottó Harangozó Gyula-díjas, a Sopron Balett vezetője
- Oberfrank Péter zenei vezető, Liszt Ferenc-díjas, érdemes művész

### Színészek
- Dienes Blanka
- Kovács Frigyes
- Labán Roland
- Major Zsolt
- Marosszéki Tamás
- Molnár Anikó
- Pintér Gábor
- Rudolf Teréz
- Savanyu Gergely
- Szalai Katalin
- Szőcs Erika
- Varga Levente
- Várhelyi Áron

### Vendégművészek
- Galambos Lilla
- Horváth Zsuzsa
- Jánosi Dávid
- Mihályfi Balázs
- Szabó Sipos Barnabás
- Széles Flóra
- Széles Tamás
- Török-Ujhelyi Tamás
- Varga Anna Zsófia
- Vörös Edit

### Örökös tagok[16]
- Bruckner Ildikó
- Gecse Éva
- Győri Péter
- Horváth Péter
- Horváth Zoltánné
- Kaszab Zsuzsa
- Kozák Katalin
- Mikó István
- Némethné Horváth Marianna
- Simon Andrea
- Varga Margit

## Bemutatók
| Évad      | Szerző                                                  | Mű                                          | Rendező           |
| --------- | ------------------------------------------------------- | ------------------------------------------- | ----------------- |
| 2023/2024 | William Shakespeare                                     | Rómeó és Júlia                              | Eperjes Károly    |
| 2023/2024 | Kiss József                                             | Az angyalok nem sírnak                      | Kiss József       |
| 2023/2024 | Jean Anouilh                                            | A pacsirta (Jeanne d'Arc)                   | Kéri Kitty        |
| 2023/2024 | Vajda Katalin                                           | Legyetek jók, ha tudtok                     | Nagy Viktor       |
| 2023/2024 | Szigeti József - Horváth Z. Gergely                     | A vén bakancsos és fia, a huszár            | Eperjes Károly    |
| 2023/2024 | Zerkovitz Béla - Szilágyi László                        | Csókos asszony                              | Kiss József       |
| 2024/2025 | Federico Fellini                                        | Országúton                                  | Kiss József       |
| 2024/2025 | Molnár Ferenc                                           | Játék a kastélyban                          | Mikó István       |
| 2024/2025 | Galt MacDermot – Jerome Ragni – James Rado              | Hair                                        | Tompagábor Kornél |
| 2024/2025 | Maros András – Szálinger Balázs                         | Phil Collins                                | Hargitai Iván     |
| 2024/2025 | Neil Simon                                              | Furcsa pár                                  | Olt Tamás         |
| 2024/2025 | Pass Andrea                                             | Eltűnő ingerek                              | Kéri Kitty        |
| 2025/2026 | Bajnai Zsolt                                            | Határátlépések                              | Pányik Tamás      |
| 2025/2026 | Kiss József                                             | La Grange                                   | Kiss József       |
| 2025/2026 | Anton Pavlovics Csehov                                  | Ványa bácsi                                 | Szabó K. István   |
| 2025/2026 | Ray Cooney                                              | Páratlan páros                              | Bakos-Kiss Gábor  |
| 2025/2026 | Vajda Katalin - Fábri Péter                             | Anconai szerelmesek                         | Fejes Szabolcs    |
| 2025/2026 |                                                         | S.Ö.R.Ö.M                                   | Varga Levente     |
| 2025/2026 | A. Long – R. Martin – A. Tichenor – Kálloy Molnár Péter | GÖRÖGSÉG, avagy a ránk maradt görög örökség | Varga Levente     |
| 2025/2026 | Markó Róbert                                            | Terike és Irén                              | Csáki Benedek     |
| 2025/2026 | Komáromi Sándor - Molnár Anikó                          | Babszem Jankó                               |                   |

## Képgaléria

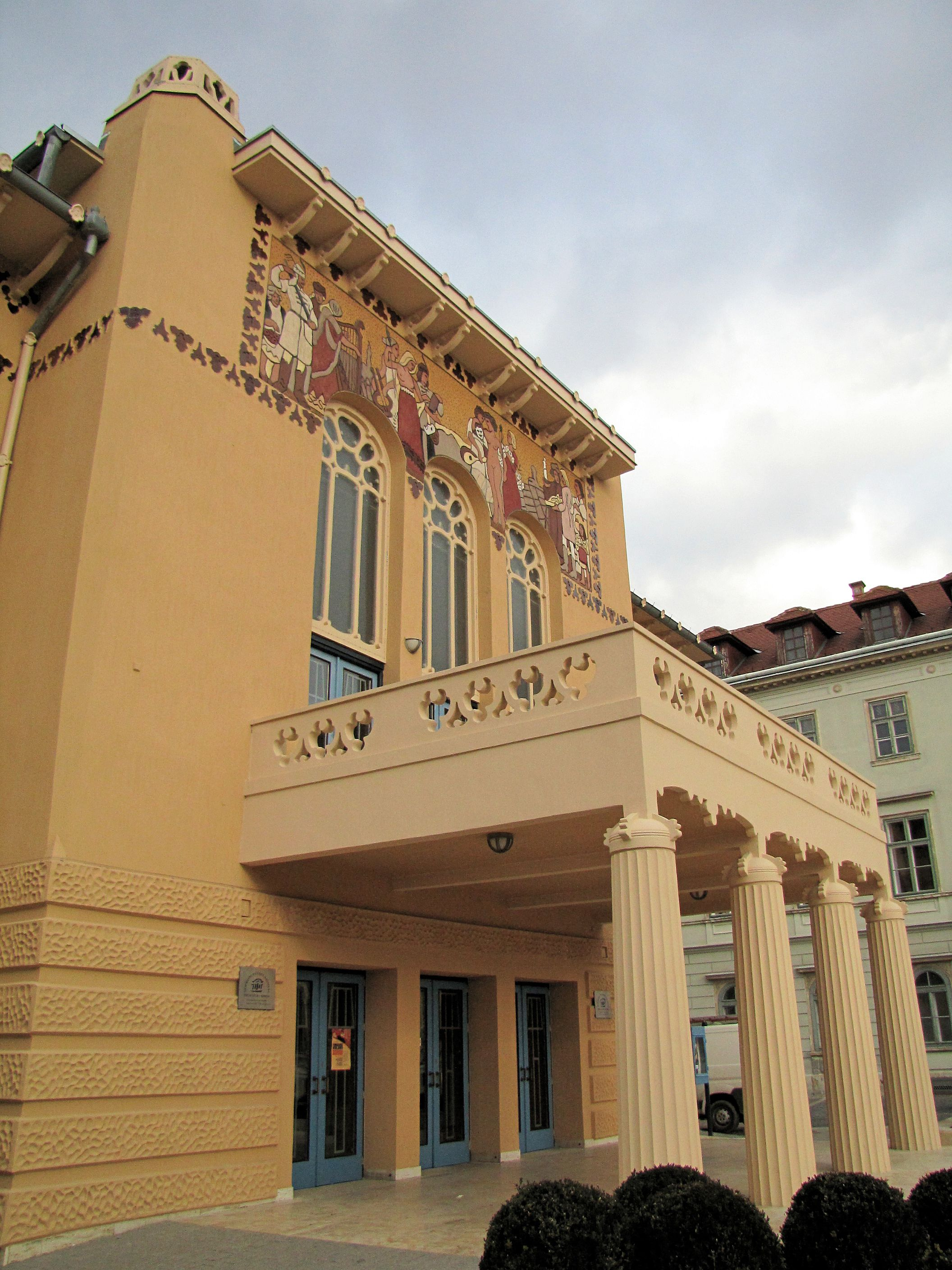
A színház főhomlokzata
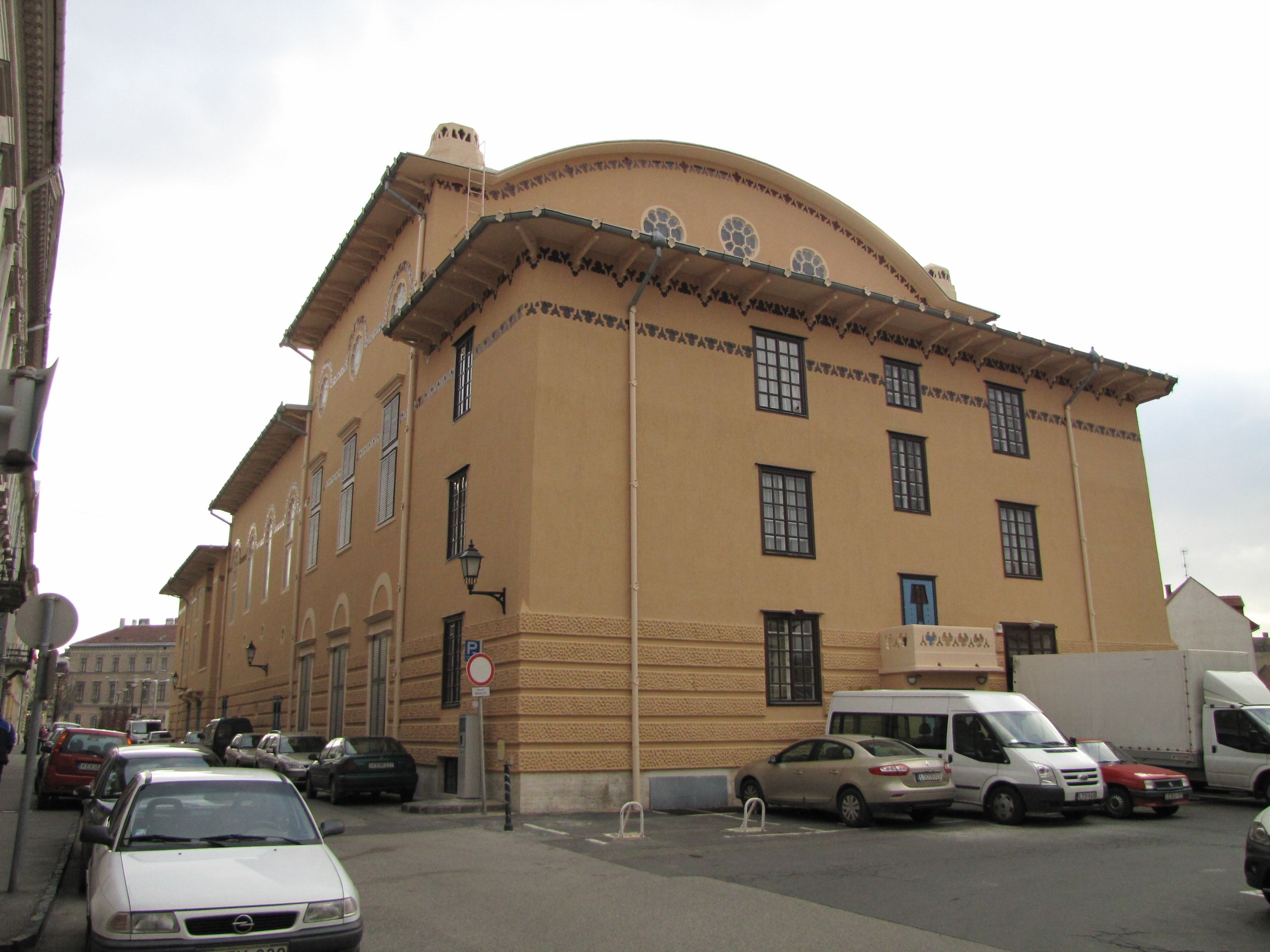
A színház hátsó homlokzata
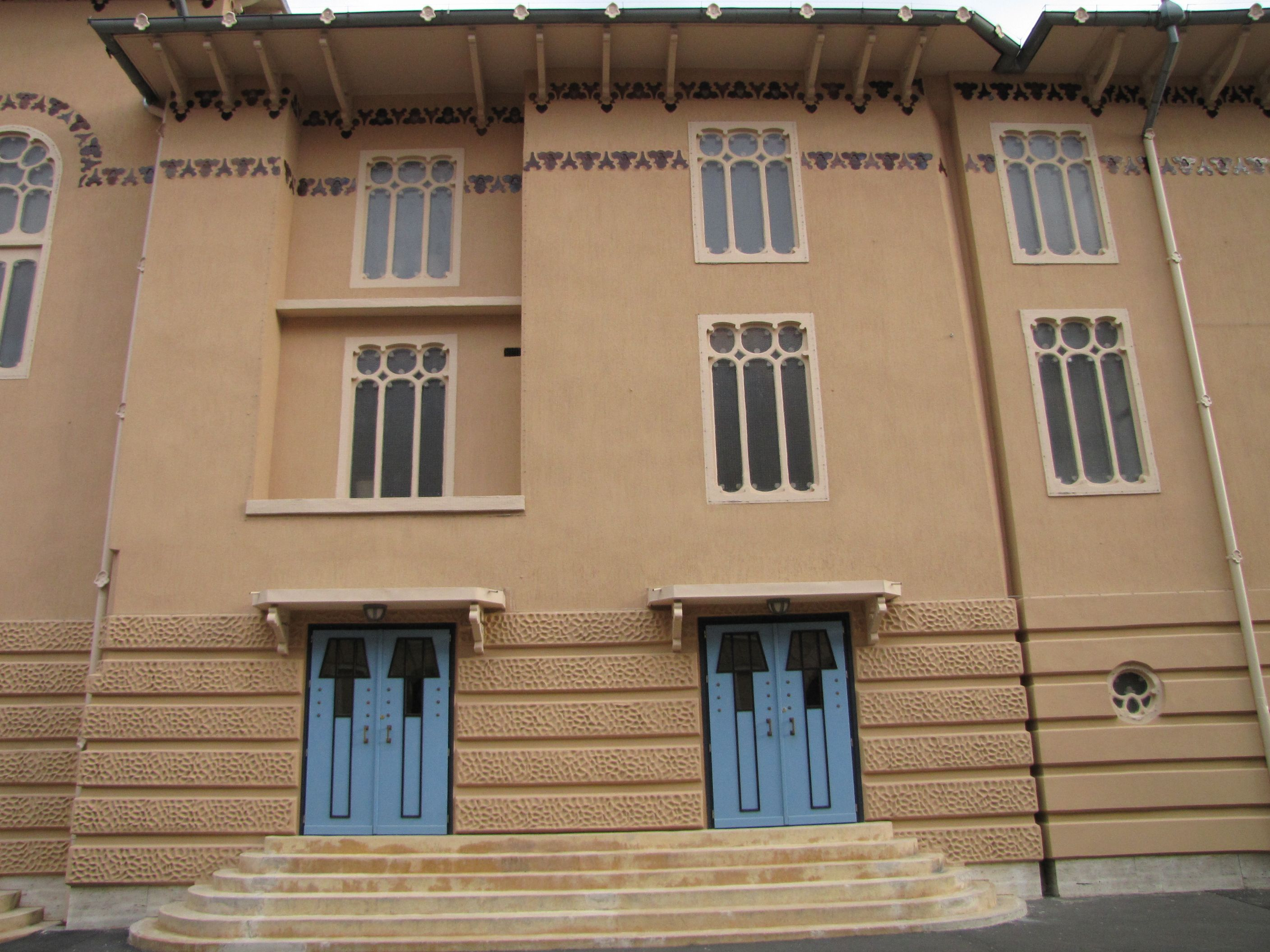
Oldalhomlokzat
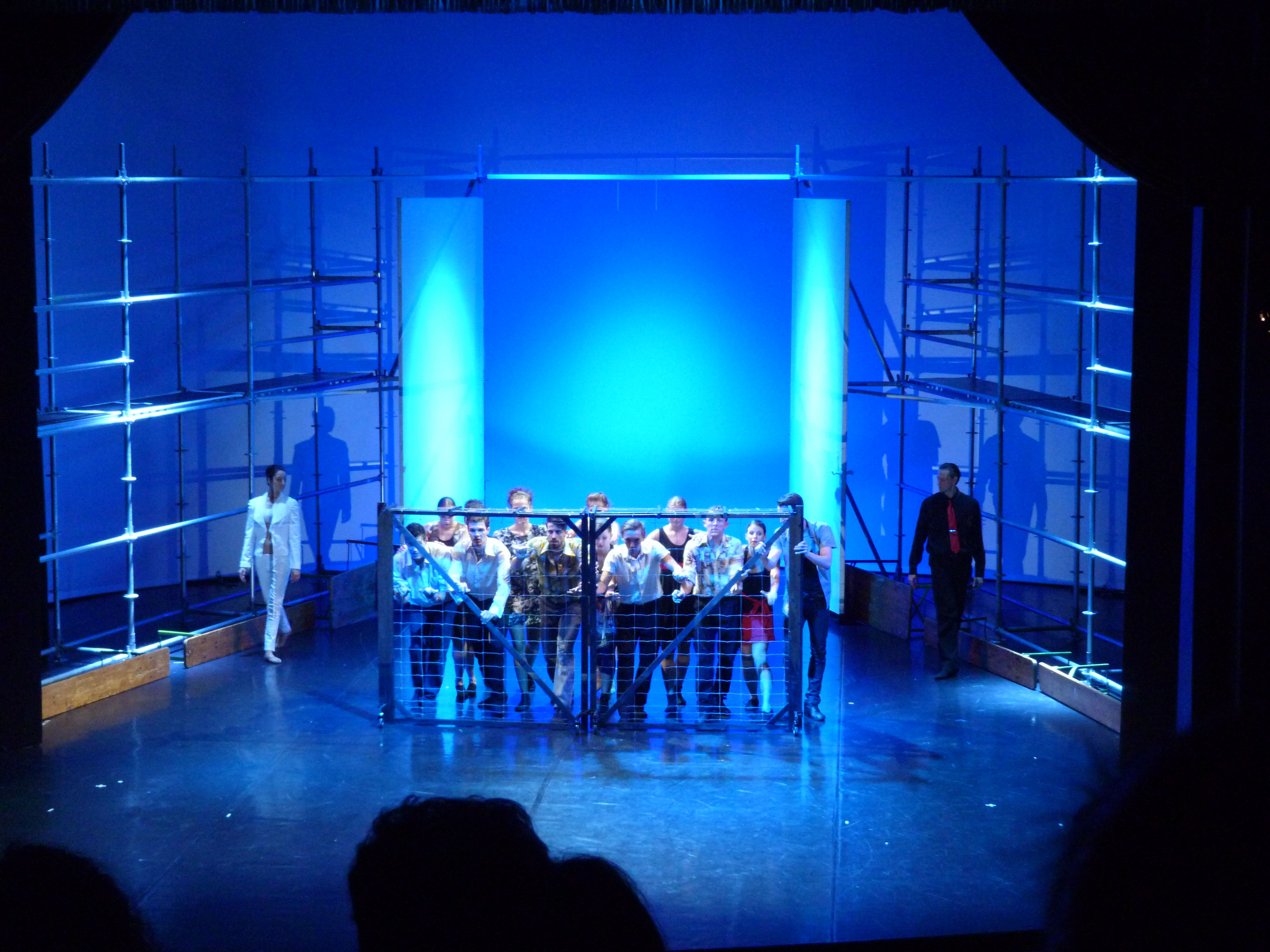
A Sopron Balett alakuló főpróbája a Petőfi Színházban - 2014